# 中国人民解放军陆军第十综合训练基地
中国人民解放军陆军第十综合训练基地，机关驻地山西省长治市，隶属中国人民解放军中部战区陆军。

## 沿革
1967年7月15日经中央军委批准，陆军第十二军第三十一师坦克自行火炮第二三六团、陆军第十二军第三十四师坦克自行火炮第二三九团、陆军第二十七军第一七九师坦克自行火炮第二八三团于1967年8月1日在安徽省嘉山县三界组成中国人民解放军坦克第九师，隶属南京军区装甲兵。师长蔚锦茂，政委包可悦，副师长李喜，参谋长俞锡荣。1969年8月28日，坦克自行火炮第二三六团、坦克自行火炮第二三九团、坦克自行火炮第二八三团依次改称坦克第九师坦克第三十三、三十四、三十五团。1969年11月，坦克第九师调归北京军区装甲兵建制，移驻山西省长治市。
1976年1月，坦克第九师撤销。以坦克第九师师部为基础，组建中国人民解放军北京军区坦克乘员训练基地，隶属北京军区，仍驻山西省长治市。所属坦克第三十三、三十四、三十五团依次改称陆军第六十六、二十一、二十八军坦克团。
2010年代初，北京军区坦克乘员训练基地改为中国人民解放军北京军区兵种训练基地。
湖北省孝昌县原有中国人民解放军济南军区坦克乘员训练基地四大队，隶属中国人民解放军济南军区。后改为中国人民解放军济南军区兵种训练基地四大队。
2017年，在深化国防和军队改革中，包括这两处训练基地在内的多个单位合并，调整组建中国人民解放军陆军第十综合训练基地，隶属中国人民解放军中部战区陆军。

## 历任领导
中国人民解放军北京军区兵种训练基地
| 司令员 - 俞锡荣（1976年—？，北京军区坦克乘员训练基地司令员） …… - 乔悦（？—？，北京军区坦克乘员训练基地司令员） - 陈跃（？—？，北京军区坦克乘员训练基地司令员、北京军区兵种训练基地司令员） | 政治委员 - 王金魁（1976年—？，北京军区坦克乘员训练基地政治委员） …… - 王云国（？—？，北京军区坦克乘员训练基地政治委员） - 任通运（？—？，北京军区坦克乘员训练基地政治委员） - 徐思虎（？—？，北京军区兵种训练基地政治委员） |

中国人民解放军陆军第十综合训练基地
| 主任 - [[]]（2017年—） | 政治委员 - [[]]（2017年—） |